# Komorowice (Bielsko-Biała)

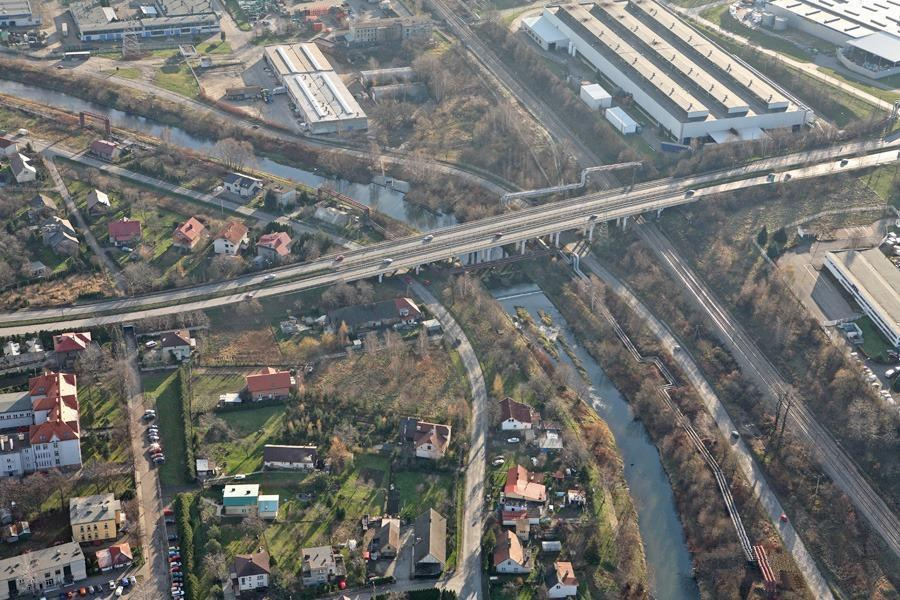
Fluss Biała

Komorowice (ursprünglich Biertołtowice, auch Komarowice, Kumarowice; deutsch Batzdorf), eigentlich Komorowice Śląskie (früher auch Komorowice Niemieckie) und Komorowice Krakowskie (früher auch Komorowice Polskie) sind zwei Stadtteile (Osiedla) von Bielsko-Biała in der Woiwodschaft Schlesien in Polen.

## Geographie
Komorowice liegt an der Grenze des Schlesischen Vorgebirges (Pogórze Śląskie, im Süden) und des Auschwitzer Beckens (Kotlina Oświęcimska, im Norden), an der Biała, etwa 4 km nördlich des Stadtzentrums.
Im Jahre 1910 hatte Komorowice Śląskie eine Fläche von etwa 422 ha und Komorowice Krakowskie von 1109 ha, zusammen: 1531 ha. Die heutigen Stadtteile haben 961,52 ha (Komorowice Krakowskie) und 569,95 ha (K. Śląskie), zusammen: 1531,17 ha.

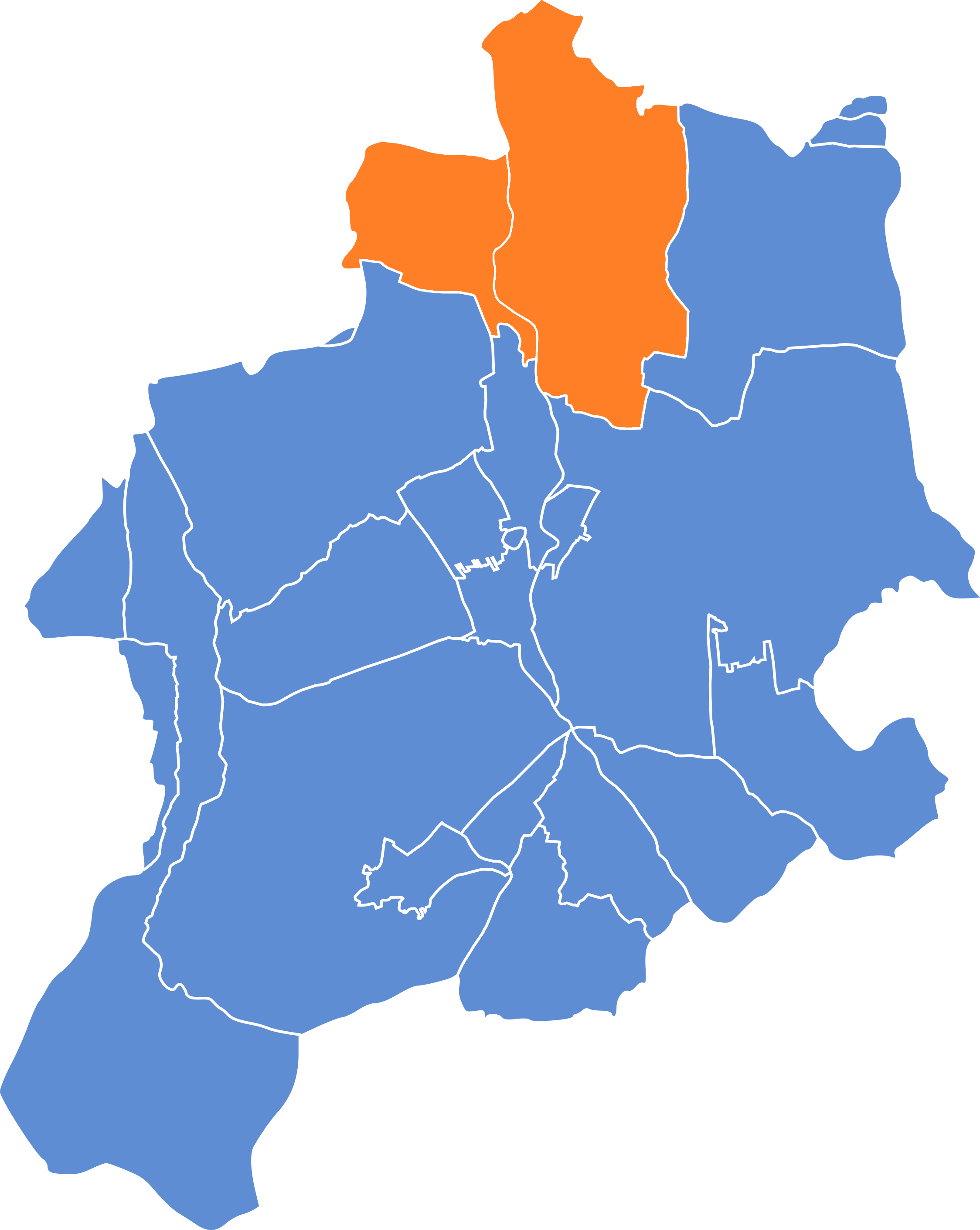
Historisches Komorowice (orange)
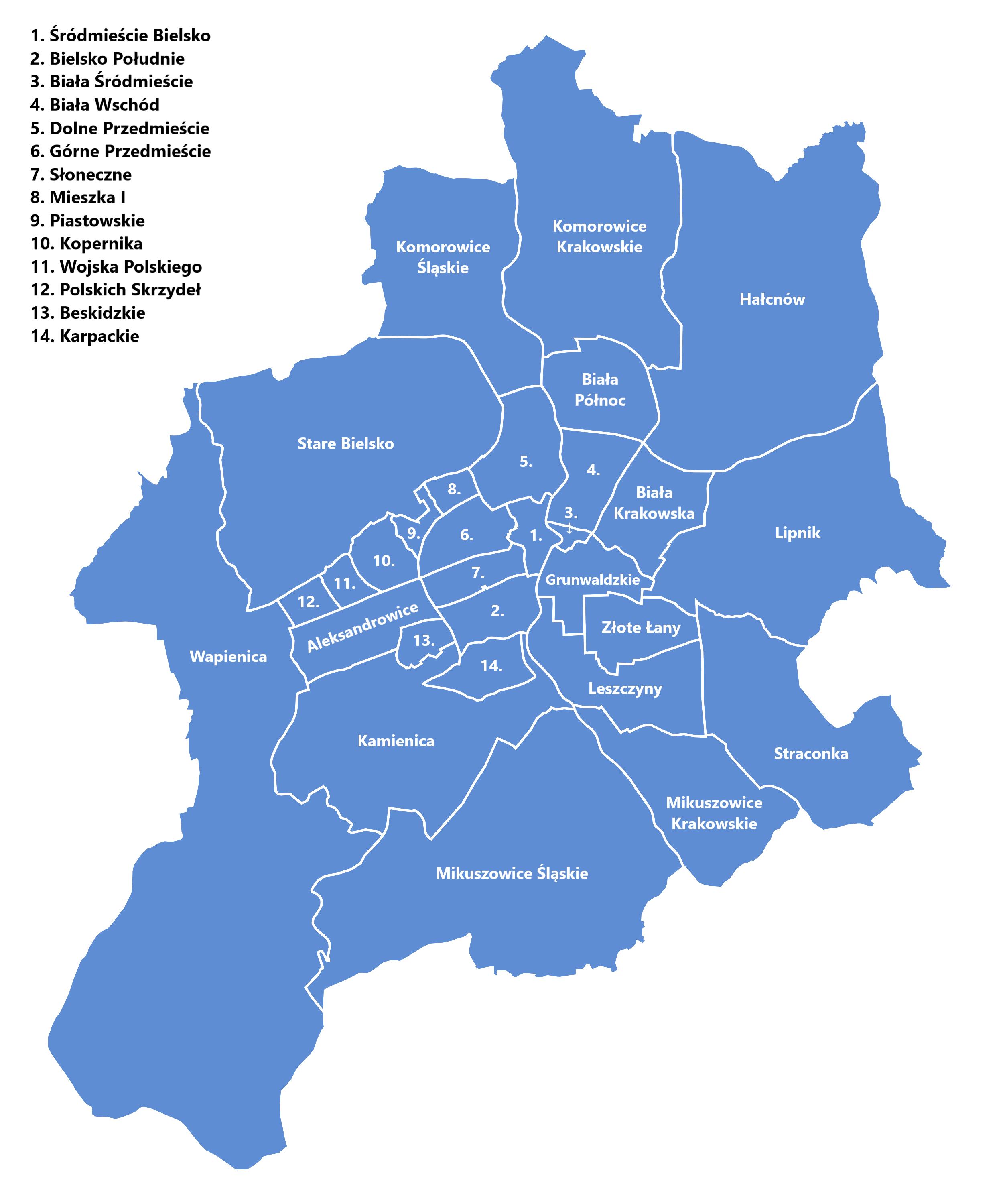
Heutige Stadtteile (Osiedla)

## Geschichte
Im späten 13. Jahrhundert entstanden dort zwei Siedlungen an beiden Ufern des Flusses Biała. Beide Orte wurden circa 1305 im Liber fundationis episcopatus Vratislaviensis (Zehntregister des Bistums Breslau) erstmals urkundlich als Item in Bertoltowitz und Item in Muthindorf erwähnt. Der Name von Bertoltowitz (im Zehntregister identisch wie Bartovice, auf Polnisch ursprünglich Biertołtowice, später auf Deutsch Betzdorf – 1566, Bertzdorff – 1571,  und endgültig Batzdorf) war patronymisch abgeleitet vom Personennamen Biertołt/Bartołt/Bartułt (≤ deutsch Berthold) mit typischem westslawischen Suffix -(ow)ice (später deutsche -dorf). Der Name von Muthindorf war abgeleitet vom deutschen Wort Mücken (also Mückendorf), auf Polnisch komar, daher wurde es später als Komorowice polonisiert. Der Gründer von Biertułtowice/Batzdorf (im Süden) war Deutsch aber die Einwohner waren überwiegend ethnisch Polen, Muthindorf (im Norden) war zweifellos ethnisch deutsch (Deutsche Ostsiedlung).
Politisch gehörten die Dörfer ursprünglich zum Herzogtum Teschen, dies bestand ab 1290 in der Zeit des polnischen Partikularismus. Im Jahre 1315 wurde das Herzogtum Teschen geteilt entlang des Flusses Biała und geteilt wurden auch beide Ortschaften: die Teile am linken Ufer blieben im Herzogtum Teschen, die Teile am rechten Ufer kamen zum Herzogtum Auschwitz. Seit 1327 standen beide unter der Lehnsherrschaft des Königreichs Böhmen.

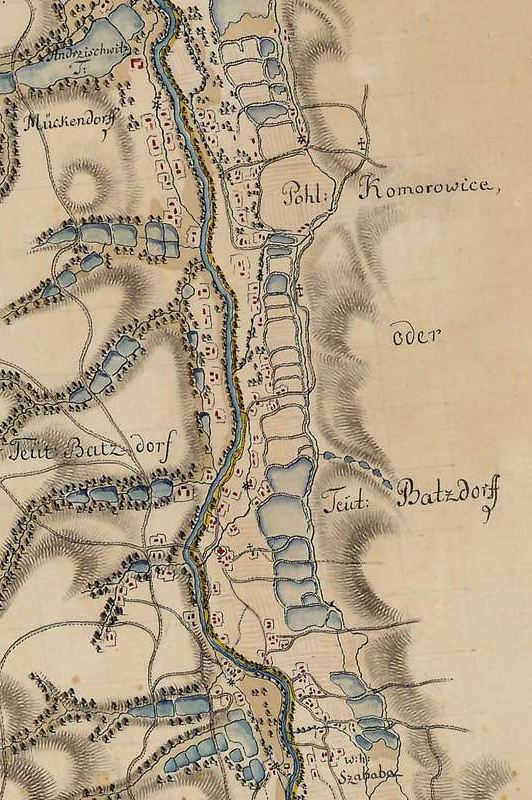
Mückendorf, Pohl. Komorowice oder Teut. Batzdorf auf der Karte aus dem Jahr 1763: Habsburgermonarchie am linken Ufer und das Königreich Polen am rechten Ufer der Biala

### Komorowice Krakowskie

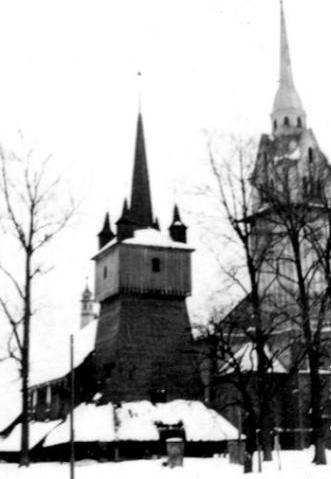
Katholische Kirchen (alte und neue) in Komorowice Krakowskie

Die Pfarrei  villa Bertholdi im Peterspfennigregister des Jahres 1326 im Dekanat Auschwitz des Bistums Krakau erwähnt.
Beide Teile im Herzogtum Auschwitz wurden 1457 mit dem Herzogtum von Polen abgekauft und als Byertholtowicze und Komorowicze erwähnt. Später wurde Komorowicze (Komorowice) dem Byertholtowicze (Bierułtowice) absorbiert und annahm dem Adjektiv Polskie (Polnisch) zu unterscheiden vom deutschen Dorf in Schlesien.
Ab dem Jahr 1471 gehörte das Dorf im Kreis Schlesien der Woiwodschaft Krakau zur Adelsfamilie Komorowski, den Besitzern des Landes Saybusch. In der Zeit der Reformation stiftete die Familie Komorowski eine reformierte Gemeinde in Biertułtowice. Diese Gemeinde wurde im Zuge der Gegenreformation im Jahr 1648 aufgelöst. Danach wurde das kleinpolnische Dorf mehrheitlich von polnischsprachigen Römisch-Katholiken bewohnt, obwohl sie das schlesische Dorf Komorowice/Batzdorf umfasste, das nach der Reformation von deutschsprachigen Lutheranern bewohnt worden war.
Bei der Ersten Teilung Polens kam das Dorf 1772 zum neuen Königreich Galizien und Lodomerien des habsburgischen Kaiserreichs (ab 1804).
Im Jahre 1900 hatte das Dorf 2731 Einwohner, es waren überwiegend polnischsprachige (95,5 %) und römisch-katholische (97,2 %), 110 oder 4 % waren deutschsprachig, 73 (2,7 %) israelitisch, 3 anderen Glaubens.
1918, nach dem Ende des Ersten Weltkriegs und dem Zusammenbruch der k.u.k. Monarchie, kam es zu Polen.

### Komorowice Śląskie

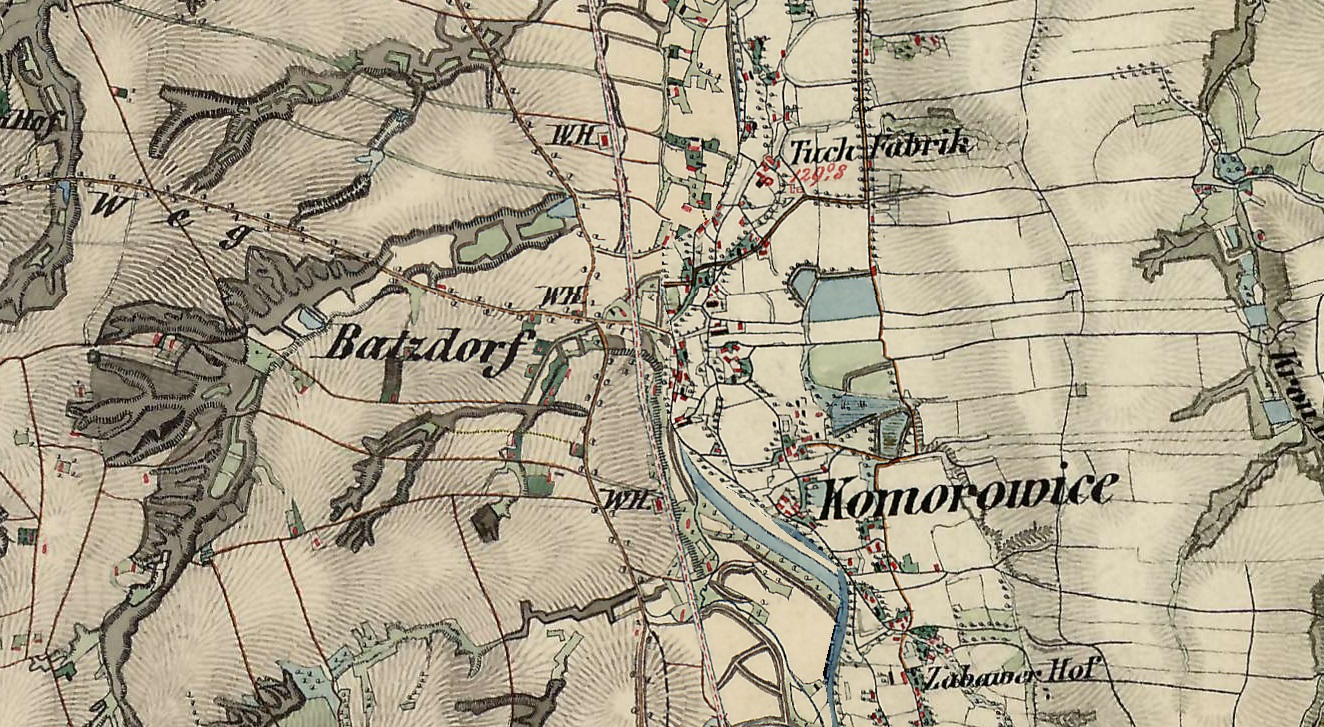
Karte (1855)

Die Orte im Herzogtum Teschen gehörten seit 1526 zur Habsburgermonarchie. Seit 1572 gehörten sie zur Herrschaft Bielitz (seit 1754 Herzogtum Bielitz).
Muthindorf von 1305 wurde später als Mickendorff (1566), Mukendorf P. Komorowice (1736), Mückendorf (1900) und Komorowice Czechowskie (1921) genannt. Es wurde früher vom Czechowice absorbiert (daher das Adjektiv Czechowskie).
Bertoltowitz von 1305 wurde später als Biertoltowicze (1563), Betzdorf (1566), Bertzdorfff (1571) erwähnt. Vermutlich in dieser Zeit erreichte dem Ort die nächste Welle der Deutschen Ostsiedlung. Seitdem wurde das Dorf mit Doppelnamen bekannt. Im Polnischen wurde der Name Biertołtowice nicht mehr benutzt und durch den Namen Komorowice völlig ersetzt. Der Name Komorowice wurde auch mit dem Adjektiv Niemieckie (Deutsch) oder Śląskie (Schlesisch) ergänzt, zu unterscheiden vom polnischen Dorf in Kleinpolen/Galizien.
In der Beschreibung Teschener Schlesiens von Reginald Kneifl im Jahr 1804 hatte Batzdorf (polnisch Komorowice) in den fürstenlichen Kammergütter zur Stadtkirche in Bielitz eingepfarrtes Dorf 29 Häuser mit 241 Einwohnern, die nur Deutsch sprachen, während das Mückendorf (polnisch Komorowice) im Besitztum des Grafs Andreas Renard von Czechowice 19 Häuser mit 76 Einwohnern hatte, die nur Schlesisch-Polnisch sprachen.
Nach der Aufhebung der Patrimonialherrschaften bildete Batzdorf bzw. Komorowice Niemieckie ab 1850 eine Gemeinde in Österreichisch-Schlesien, Bezirk und Gerichtsbezirk Bielitz, während Mückendorf, Komorowice zu südöstlichsten Ortsteil der Gemeinde Czechowitz/Czechowice wurde. In den Jahren 1880–1910 stieg die Einwohnerzahl der Gemeinde von 375 im Jahre 1880 auf 656 im Jahre 1910, es waren im Jahre 1880 (201 oder 54 %) und 1910  (494 oder 75,5 %) überwiegend deutschsprachige, im Jahre 1890  (225 oder 50,9 %) und 1900 (262 oder 50,4 %) überwiegend polnischsprachige, im Jahre 1900 es gab auch 7 (1,6 %) tschechischsprachige. Im Jahre 1900 (272 oder 51,7 %) und 1910 (460 oder 70,1 %) waren sie überwiegend römisch-katholische, auch evangelische (47,3 % im Jahre 1900, 29,8 % im Jahre 1910), im Jahre 1900 gab es 5 Juden. Es gehörte zur Bielitz-Bialaer Sprachinsel. Die römisch-katholische Einwohner (auch deutschsprachige) gehörten zur Pfarrei in Komorowice Polskie auf dem galizischen Ufer der Bialka.
1920 nach dem Zusammenbruch der k.u.k. Monarchie und dem Ende des Polnisch-Tschechoslowakischen Grenzkriegs kam es auch zu Polen. Unterbrochen wurde dies nur durch die Besetzung Polens durch die Wehrmacht im Zweiten Weltkrieg.

### Nach dem Ersten Weltkrieg
Nach dem Ersten Weltkrieg die Namen wurden geändert: Komorowice Polskie (Polnisch) zu Komorowice Krakowskie (Krakauer) und Komorowice Niemieckie (Deutsch) zu Komorowice Śląskie (Schlesisch). Sie wurden denn industrialisiert.

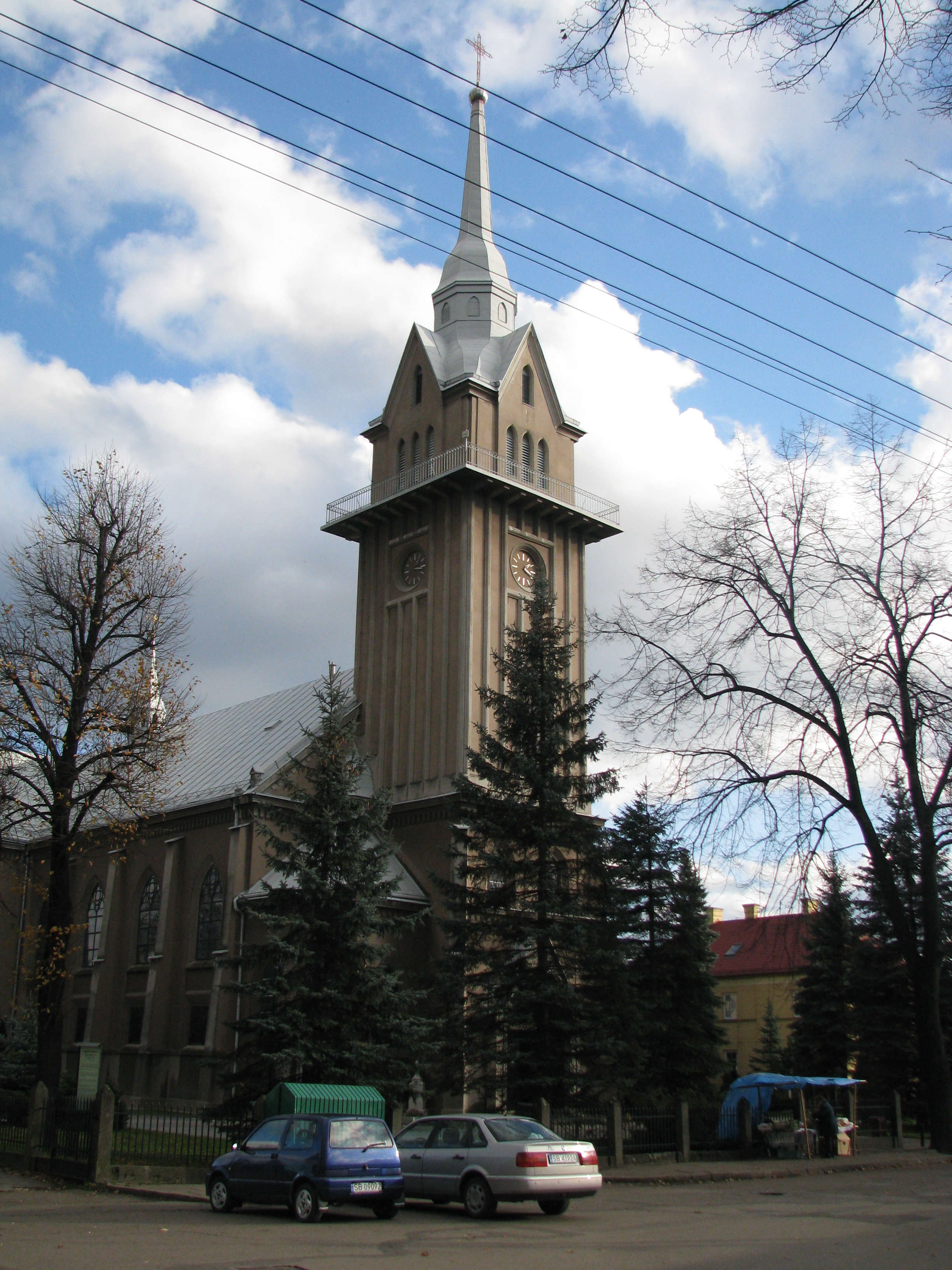
Katholische Kirche

Komorowice Śląskie wurde im Jahre 1945 eine Gemeinde, seit 1946 gehörte es zur kollektiven Gemeinde Stare Bielsko. Komorowice Krakowskie gehörte set 1945 zur Landgemeinde Biała Wieś. Im Jahre 1955 entstand gemeinsame Gromada Komorowice, seit 1973 Gmina (Gemeinde), sie wurde 1977 mit der Stadt Biała-Biała eingemeindet.